# Snapphane

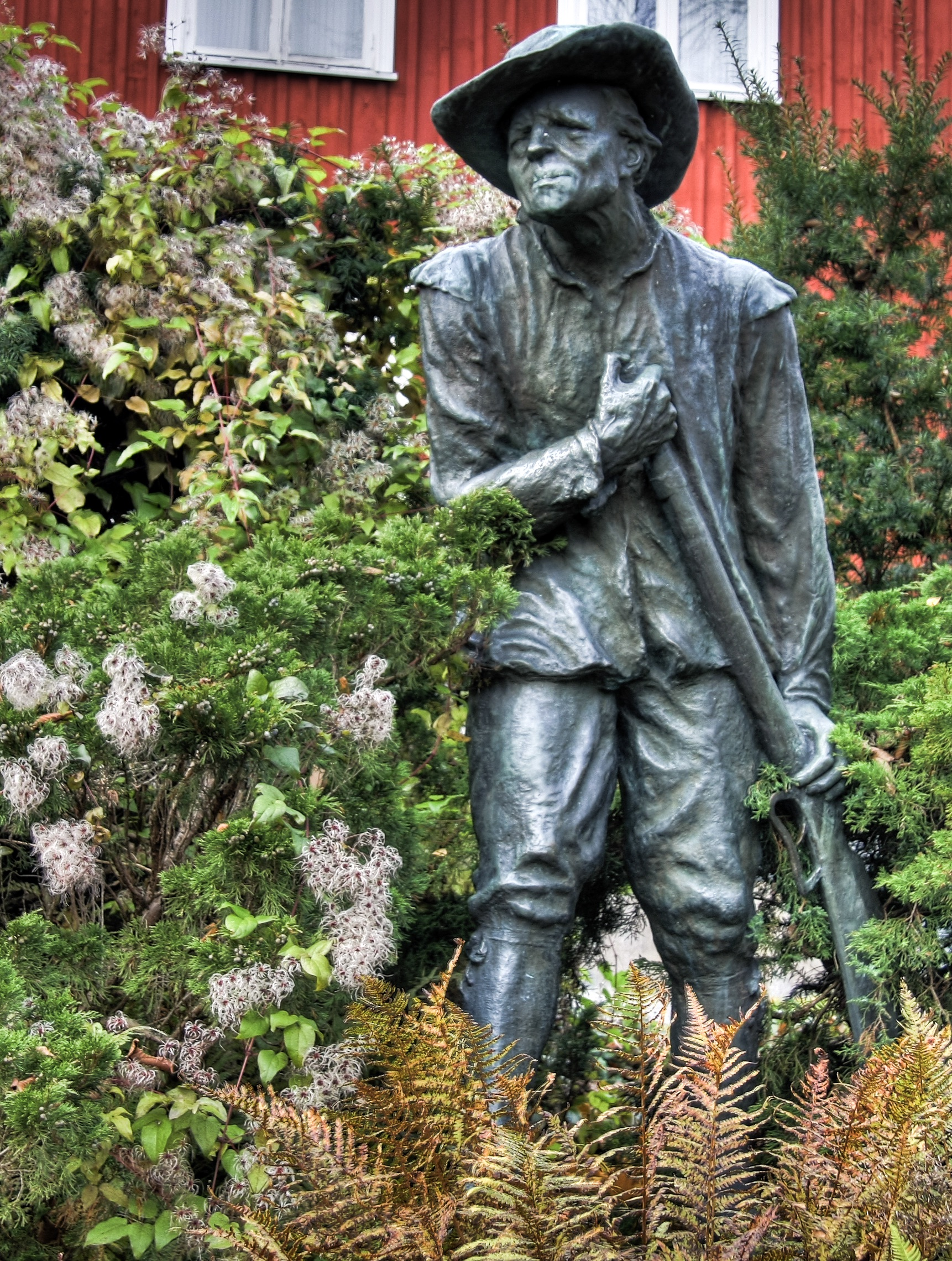
La statue Snapphanen d'Axel Ebbe se trouve dans le Hembygdsparken à Hässleholm.

Snapphane plur. snapphanar (d'après allemand : schnapphahn , "snappa" (rapidement et secrètement) et "hane" (coq)). Dans son emploi actuel, le mot se réfère à environ des guerriers de la guérilla, c'est-à-dire des guerriers itinérants, et existe déjà dans la langue suédoise du début du XVIe siècle.
Pendant les guerres dano-suédoises dans les provinces scaniennes de 1644 à 1679, les groupes irréguliers, qu'ils soient des guerriers ou parfois des bandes de bandits, sont les principaux acteurs de la bataille contre les troupes suédoises en Scanie. Pendant la guerre de Scanie de 1644-1645 menée par Gustaf Horn, le commandant danois Ebbe Ulfeldt organise des groupes de paysans armés, auxquels les Suédois sont confrontés à plusieurs reprises.
En 1645, les Snapphanar du Holstein et de la Scanie sont signalés en termes positifs (danois) pour leur engagement important dans la lutte contre les ennemis du Danemark. Le 20 août 1645, même le roi Christian IV ordonne à ses sujets du Danemark d'utiliser ce terme. Néanmoins, en vertu de l'accord conclu avec la reine de Suède, les corsaires, les dragons et d'autres groupes doivent éviter toute agression envers les Suédois. En 1658, Ove Juel mentionne également ce terme lorsqu'il doit héberger les soldats du roi suédois dans sa ferme en Seeland, car les Suédois ont «peur des snapphanar ». Donc, snapphane est un mot employé dans deux sens : pour les combattants paysans qui utilisent des tactiques de guérilla, et pour les bandits de grand chemin.

## Étymologie
Le mot « Schnaphahn », « snaphaunce » etc. se retrouve dans diverses langues européennes et dérive le plus souvent de l'allemand ou du néerlandais. « Snapphane » existe déjà en vieux suédois avec le sens de « brigand », et dérive probablement d'un mot bas allemand avec le sens de « brigand (à cheval) », où le premier élément est « snappa ». En danois, parmi d'autres langues, le mot signifie également fusil. Selon Skansjö, les historiens danois contemporains font une distinction entre les corsaires, les snapphanar et les bandits de grand chemin, contrairement aux historiens suédois. Dans les pamphlets danois du XVIIème siècle, « snapphane » est souvent employé comme un terme positif pour les guerriers paysans, sans être nécessairement perçu comme négatif. À partir de 1677, les Danois décident de ne plus utiliser le mot « snapphane » car il est devenu synonyme de « criminel ». Il est fort probable que lorsque les Suédois ont entamé des exécutions plus violentes de snapphanar, le mot ait également changé en danois. Depuis ce moment-là, au Danemark, l'expression courante a évolué vers « corsaire ».

## Qui est lesnapphane?
Le snapphane, utilisé par les dirigeants militaires suédois pendant la Guerre de Scanie, peut être classé dans plusieurs catégories différentes selon l'historiographie ultérieure, qui montre que le terme est plus complexe :
1. La première catégorie se compose d'unités spéciales régulières. Sous les ordres, par Pieter Sten ou par le major-général Meerheim, elles travaillent intensivement derrière les lignes ennemies pour recueillir des renseignements et faire sortir les gens de là, tout en empêchant la collecte des impôts suédois en Scanie.
2. Ces unités spéciales collaborent presque toujours avec le Corps de francs-tireurs du roi danois, qui, aux yeux des Suédois, constitue la deuxième catégorie de snapphanar.

Ces deux catégories sont employées par l’État danois et sont considérées comme faisant partie de l’armée danoise. Les compagnies de francs-tireurs sont composées en majorité de Scaniens, mais aussi de Danois et de quelques Allemands, Polonais et même Suédois. Souvent, les compagnies sont embauchées par district, mais il existe aussi des compagnies qui recrutent principalement des étudiants de Copenhague et de Lund, ainsi que des compagnies qui recrutent des anciens combattants. Chaque compagnie est constituée d'unités légèrement armées, comprenant de 40 à 200 francs-tireurs, qui opèrent dans de vastes zones et visent principalement les lignes d'approvisionnement de l'armée suédoise. Les francs-tireurs collaborent également avec des compagnies de Croates à gages, spécialisées dans des guerres similaires en Europe.
3. La troisième catégorie implique une mobilisation paysanne, où la population locale se bat contre les forces suédoises qui se rapprochent. Au début, cette catégorie est la plus répandue, mais elle persiste tout au long de la guerre.
4. La quatrième catégorie de snapphanar est formée d'huissiers danois, qui s'occupent de la collecte des impôts et de l'approvisionnement en fourrage, et travaillent régulièrement avec les troupes suédoises pour atteindre le même objectif.
Assez souvent, ces quatre catégories collaborent et fournissent des hommes à diverses opérations de guerre danoises, et sont généralement contrôlées depuis Copenhague. En dernier lieu, c'est le major-général Meerheim de l'armée régulière danoise qui est responsable des opérations des francs-tireurs.
5. Une dernière et cinquième catégorie est celle des bandits de grand chemin qui parcourent les zones forestières et qui n’ont rien à voir avec les dirigeants de la guerre. Leurs pillages ne sont pas seulement dirigés contre l’armée suédoise mais aussi (et dans une plus large mesure) contre la population civile. Il est difficile de déterminer l'ampleur du banditisme pendant la guerre de Scanie, mais les sources indiquent qu'il y a des criminels des deux côtés qui exploitent honteusement la population locale.
Le contexte stratégique des francs-tireurs
Après la récupération de la plupart de la Scanie et du Blekinge par le Danemark en 1676, la domination danoise est rétablie dans une forme absolutiste moderne. En outre, la Scanie est séparée en comtés et districts, tout comme les autres régions du Danemark. De nouveaux régiments sont également instaurés, principalement formés de personnes originaires de Scanie. De plus, des hommes sont recrutés pour rejoindre la milice locale, et tout le monde est invité à se préparer à partir de chez soi. Ce phénomène des francs-tireurs qui partent de leur famille et de leur maison est décrit dans le roman Homme absent de Sven Edvin Salje. Cependant, après la bataille de Lund, ces stratégies ne sont plus fructueuses.
Une grande partie de la Scanie après la bataille de Lund devient un pays sans loi. Les Danois parviennent à se retrancher dans les enclaves de Landskrona et Helsingborg, pendant que les Suédois se trouvent à Malmö; plus tard, à Kristianstad, mais le reste du territoire est principalement apatride. Des petits groupes d'hommes partent des enclaves fortifiées pour se ravitailler, se nourrir et chercher des combats avec l'ennemi.
On désigne ce type de guerre par le terme « guerre de partis» et il est caractéristique de l'Europe moderne. Les armes à feu ont commencé à causer des dommages sérieux dès ce moment-là, et la guerre est devenue de plus en plus onéreuse et complexe à mener. Les grandes batailles sur le terrain ne donnent généralement pas de résultats définitifs, mais coûtent d'énormes sommes d'argent. En général, cela provoqua des guerres d'usure entre différentes garnisons stationnées dans des villes fortifiées, comme Kristianstad en Scanie ou Kristiansand en Norvège. Ce genre de guerre a pour conséquence de détruire complètement le terrain autour des forteresses, en utilisant souvent des tactiques de terre brûlée pour empêcher l'ennemi de s'en emparer.
Dans de telles circonstances, la manière la plus simple d'agir est d'employer des troupes légères et mobiles, en général de la cavalerie, mais aussi de l'infanterie. Par exemple, sur le continent, ce sont les Croates des Habsbourg qui étaient parmi les troupes les plus compétentes dans ce genre de guerre. Au Danemark, ils importèrent quelques petits contingents de Croates, mais établirent également leurs propres forces spéciales : les Francs-Tireurs du Roi. En règle générale, les francs-tireurs sont recrutés par district, mais des officiers de l'armée régulière sont envoyés quand cela est requis. En plus, il y a d'autres types de compagnies de fusiliers : une constituée en grande partie d'étudiants de Lund et de Copenhague, et une autre recrutée par Knut B. Espersen et en grande partie constituée de dragons des régiments dissous à l'arrivée des Suédois.

## Exécution desnapphanar

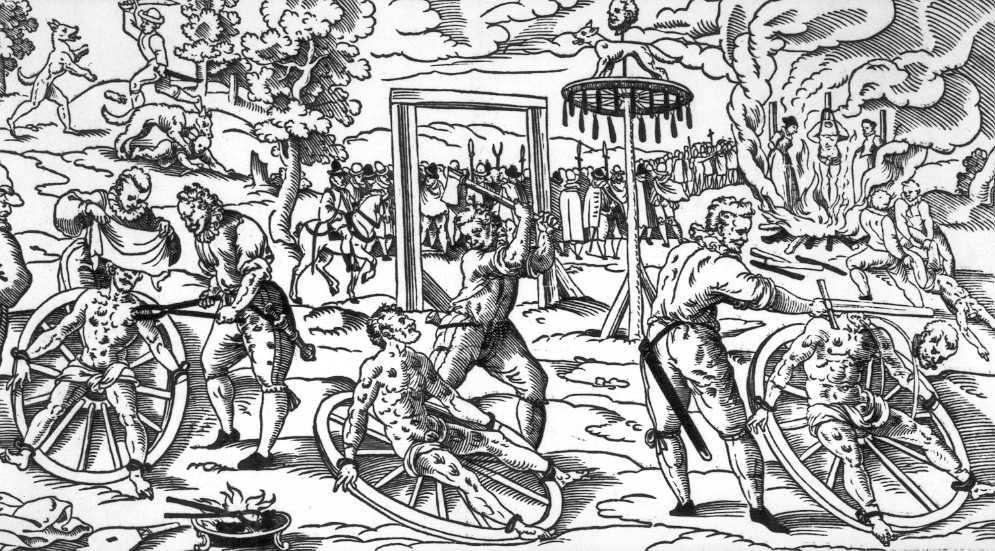
La roue comme méthode de torture au XVIIe siècle.

Les condamnations à mort sont rapidement exécutées par pendaison ou décapitation, précédées, dans de nombreux cas, consistant à écraser les bras et les jambes avec une roue de charrette, suivie d'un démembrement. En général, le supplice se termine par un accrochage de roue, ce qui implique que le corps est enroulé autour d'une grande roue en bois suspendue pour être visible par le public. Vä en 1677 est l'un des témoins qui révéla comment les snapphanar capturés vivants dans un village sont traités. Dès qu'ils ont été capturés là-bas, les francs-tireurs sont tout d'abord chargés de nettoyer les écuries à mains nues, puis d'écorcher les chevaux morts. Après ils sont  remis à leurs bourreaux et ont « les bras et les jambes brisés, puis la poitrine brisée, après quoi les corps sont démembrés et attachés au marchepied et à la roue » .

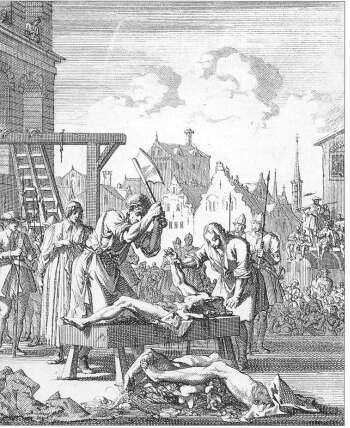
Illustration anglaise de la pendaison et du démembrement comme méthode de punition inhabituelle, mais néanmoins existante.

Un autre témoignage contemporain nous vient du vicaire Stehn Jacobsen, qui écrit dans son ouvrage Chronique de la guerre du Nord : 
« Lorsque les Suédois, cet hiver (1676-1677), capturèrent des coqs hargneux, ils les torturèrent d'abord atrocement, les brûlèrent sous les pattes avec du fer rouge, puis leur enfoncèrent une pointe au bout du corps et par le nez. Ensuite, ils les attachèrent à un arbre, les clouant au-dessus de la tête, et les laissèrent pendre jusqu'à ce que la mort les rattrape. »
L'empalement interne, également connu sous le nom d'empalement externe, implique l'insertion d'un pieu sous la peau le long du dos et la fixation d'un nœud coulant lâche autour du cou.
Hans Severin, le capitaine des francs-tireurs (et d'après la perspective suédoise, le Snapphane), est exécuté de cette façon. Johan Christian von Meckelburg, un lieutenant franc-tireur, est condamné à la même peine et exécuté en même temps. Leur sentence est : « être empalé vivant, non pas intérieurement, mais entre la peau et le dos par le cou, puis mis sur le poteau, les pieds cloués et les mains liées derrière sous une potence neuve, avec une corde autour du cou, sans tirer. Son nom s'écrit sur la potence. »
Les différentes méthodes d'exécution sont décrites, entre autres, par Skansjö, Svensson et Lindqvist. Selon Lindqvist, la torture est pratiquée selon ce qu'il appelle des « méthodes raffinées » : 
« Lorsqu'un Snapphane est capturé vivant dans un village, il subit d'abord des tortures avant d'être tué selon l'une des méthodes raffinées suivantes : soit il est cloué vivant à la porte de l'église, soit il peut être empalé vivant sur une barre de fer rougeoyante [...]. Là, il est pendu comme un avertissement et une terreur pour tous. ».
L'expression « effrayer et avertir » apparaît souvent dans les avertissements adressés à la population de l'époque. Si les snapphanar sont capturés par les Suédois, ils sont alors victimes d'un sort cruel. Le but est d'effrayer et de prévenir les autres de ce qui pourrait se produire pour ceux qui s'opposent aux autorités.
Il y a aussi de nombreux snapphanar qui sont condamnés, par exemple, à avoir un morceau de langue coupé et/ou à être envoyés à la mine d'argent de Sala en fer. Pour les mineurs ou les volontaires de coopérer, la punition est souvent plus légère. Un snapphane de douze ans est condamné à recevoir une verge, puis envoyé "en Suède". D'autres mineurs sont retenus dans une forteresse à Uppsala pendant quelques années, puis libérés.
Il y a également quelques femmes qui sont reconnues coupables comme des snapphanar et qui reçoivent généralement des peines plus légères, comme la pendaison ou la flagellation.
Pour la même raison, ceux qui protègent ou hébergent des snapphanar peuvent également être condamnés à de lourdes peines. De plus, dans une paroisse où l'on voit un snapphane s'échapper, on peut punir un homme sur dix en le pendant.
Charles XI lui-même publia une « affiche de miséricorde » le 14 janvier 1677, déclarant que partout où l'on trouverait des Snapphanar qui feraient du mal à la couronne suédoise ou à son armée, « tous les fermiers vivant dans cette paroisse seraient considérés comme des traîtres et non seulement condamnés à une amende de 1 000 riksdaler chacun, mais aussi un homme sur dix, après tirage au sort, serait passible d'être pendu. »
Après une semaine, le roi a dû augmenter la peine, ce qui a entraîné un homme sur trois à être pendu dans la paroisse. Par une autre lettre royale, quiconque remettait un Snapphane, mort ou vivant, recevait la promesse de reprendre tous ses biens et de recevoir également 10 riksdaler en récompense.
En 1703, encore, un snapphane est exécuté à Röinge, près de l'actuelle Hässleholm. Il est resté à l'étranger pendant plusieurs années, mais lorsque la Grande Guerre du Nord a éclaté, il rentre chez lui et « a voulu reprendre son ancien métier ». Il est ensuite arrêté, exécuté et pendu.

## Lesnapphanedans l'historiographie

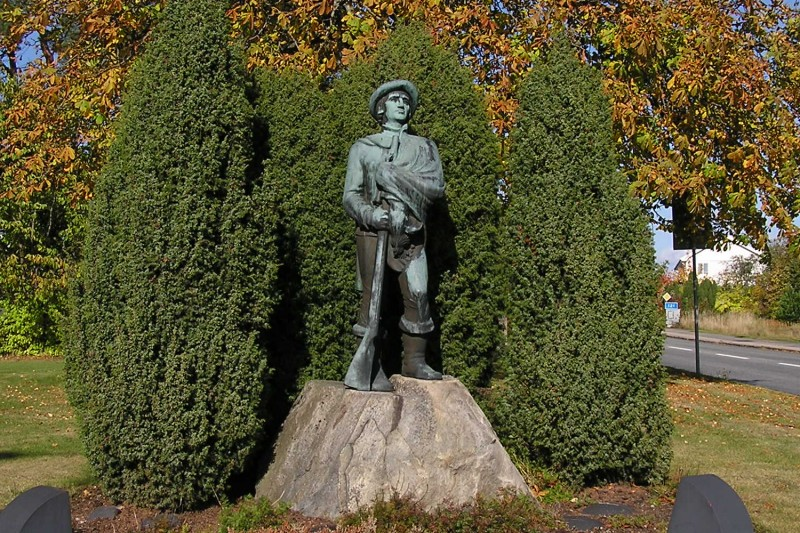
La statue de Snapphane à Lönsboda dans la paroisse d'Örkened.

Sten Skansjö est l'un des chercheurs les plus remarquables parmi ceux qui ont cartographié les sources concernant le snapphane. Outre sa carrière académique, il est également membre du comité de rédaction de Nationalencyklopedin pour l'archéologie médiévale. Son livre Skånes historia (L'histoire de la Scanie) reçoit le prix culturel Lengertz en 1998 pour la meilleure représentation de la Scanie. La perspective du snapphane a subi des changements radicaux dans les écrits historiques au fil du temps, et a souvent suscité des débats animés. La raison pour laquelle le concept est quelque peu diffus est qu'il représente des catégories différentes, comme décrit ci-dessus.
Il y a d'autres ouvrages contemporains tels que Snapphaneboken de K Arne Blom et Jan Moen, et Snapphanarna d'Alf Åberg, qui ont été dirigés par un ancien directeur des Archives de guerre suédoises, offrant des perspectives diverses sur les snapphanar. Malgré tout, Åberg a été critiqué pour son manque de réflexion à l'égard de l'armée suédoise. Il soutient, entre autres, que la séparation entre les snapphanar et les francs-tireurs est pratiquement impossible à maintenir. Étant donné que les deux groupes avaient, en principe, la même base de recrutement et se comportaient de la même manière envers la population civile.
Du point de vue de l'armée suédoise, le fait de ne pas distinguer entre les brigands et les francs-tireurs a eu pour conséquence que ces derniers n'étaient pas protégés par les conventions relatives au traitement des prisonniers de guerre. La torture, les coups, la strangulation, la pendaison et le démembrement, entre autres, étaient donc considérés comme légitimes.
Selon la compilation Sveriges historia (L'histoire de la Suède), partie 5, les snapphanar ont mis le feu à la paroisse d'Örkened. Toutefois, c'est en réalité erroné en raison d'une erreur de réimpression ou d'un manque de vérification des faits. Selon Åberg dans d'autres écrits et livres, ce sont en fait les troupes suédoises qui ont mis le feu à la paroisse. La nouvelle édition de l'ouvrage en quinze volumes Sveriges historia (1983) vol. 7 p. 126 contient également une erreur factuelle concernant snapphanar dans la dévastation d'Örkened.
Un document aujourd'hui conservé aux Archives nationales montre que c'est en réalité Charles XI qui donna l'ordre que tous les hommes d'Örkened capables de porter un fusil soient tués, que seuls les femmes et les enfants soient épargnés, que les animaux et autres objets de valeur soient emportés et que les fermes soient incendiées, après quoi le reste de la paroisse soit ravagé. Cela se reflète également dans les entrées du journal écrites par le colonel Nils Skytte, l'un des officiers qui a participé à la campagne suédoise : 
« Le 22 (avril 1678), nous sommes allés brûler toute la paroisse d'Örken, ce qui incluait également l'exécution de tous les hommes entre 15 et 60 ans. » Le résultat ce jour-là, selon le journal, fut la destruction de trois villages, à savoir « Kärraboda, Räftofta, Smålatorp » et à Månstorp, « 2 moulins et 1 maison, en plus un vieux fermier a été capitulé ».
La population s'est réfugiée dans la forêt, et il ne resta plus qu'un vieux fermier parmi eux. Le lendemain, Skytte écrit dans son journal l'anéantissement de « Grefveboda, Södra Hafhult, Norra Hafhult, Trolsatorp, Tjufön, Rumpebo, Kjättebo, Ulfshult, Torshult, Hanshult ».

## Snapphanar/francs-tireurs célèbres
- Niels Andersen
- Simon Andersen (Tullasagra Simon)
- Casparus Due
- Knut B. Espersen
- Petit Mads
- Bent Mogensen
- Eskil Nielsen
- Mickel Pedersen Göing
- Svend « Gjønge » Povlsen
- Hans Severin
- Grand Trued
- Uggleherarna
- Sven à Boarp